# Канцеларија за управљање јавним улагањима
Канцеларија за управљање јавним улагањима је канцеларија при Влади Републике Србије која врши стручне послове за потребе Владе и надлежних министарстава и чији је делокруг рада управљање пројектима обнове и пружања помоћи након елементарних и других непогода, а пре свега пројектима обнове више хиљада предшколских, школских, здравствених, као и установа социјалне заштите.
 Директор канцеларије је Марко Благојевић.

## Оснивање и надлежност
Канцеларија за управљање јавним улагањима основана је Уредбом Владе Републике Србије, која је објављена у „Службеном гласнику РС“, број 95/15. Овом уредбом утврђено је да Канцеларија обавља стручне, административне и оперативне послове за потребе Владе, који се односе на координацију реализације пројеката обнове и унапређења објеката јавне намене у надлежности Републике, аутономне покрајине или јединице локалне самоуправе у смислу прикупљања података о постојећим и планираним пројектима и потребама обнове јавних објеката, процене потреба и оправданости предложених пројеката, утврђивање приоритета, координацију поступака јавних набавки, извршења уговорних обавеза и плаћања као и друге послове одређене законом или одлуком Владе.
Канцеларија врши стручну оцену реализације пројеката обнове и унапређења објеката јавне намене у надлежности Републике Србије, аутономне покрајине или јединице локалне самоуправе у смислу прикупљања података о постојећим и планираним пројектима и потребама обнове јавних објеката, процене потреба и оправданости предложених пројеката, утврђивање приоритета, координацију поступака јавних набавки, извршења уговорних обавеза и плаћања.

## Организациона структура
Канцеларијом руководи директор Канцеларије, кога поставља Влада на пет година, на предлог председника Владе.Заменика директора Канцеларије, поставља Влада на пет година, на предлог директора Канцеларије. В.д заменика директора Канцеларије за управљање јавним улагањима је Сандра Недељковић.